# Whiteberry
Whiteberry (japanisch ホワイトベリー) war eine J-Pop-Girlgroup aus Hokkaidō, Japan.

## Geschichte
Die Band wurde im Jahre 1994 zunächst unter dem Namen Whiteberry Kids gegründet und erreichte 1999 durch Judy and Mary einen gewissen Bekanntheitsgrad.
Whiteberry lieferte anfangs vor allem Anime-Intros für Serien wie Pokémon.
Die Band – Sängerin Yuki Maeda, Gitarristin Aya Inatsuki, Bassistin Yukari Hasegawa, Keyboarder Rimi Mizusawa und Schlagzeugerin Erika Kawamura – wurde gegründet, als die Mitglieder – alles lebenslange Freunde, während Maeda und Kawamura auch Cousins waren – noch in der Grundschule waren. Einige Jahre und eine Reihe lokaler Auftritte später wurde die Gruppe durch Mitglieder der beliebten japanischen Rockband Judy and Mary entdeckt und erhielt 1999 einen Plattenvertrag mit Sony Japans Pop Artist Imprint.
Die Gruppe, die zu dieser Zeit noch in der Highschool war, nahm ihre erste EP "After School" auf und veröffentlichte sie, der schnell mehrere Singles folgten, alles Originalmaterial mit Ausnahme ihrer vierten, einem Cover des Jitterin' Jinn-Hits "Natsu Matsuri". Die Single wurde zur beliebtesten Nummer der Band und wird nun mehr mit ihnen als mit der ursprünglichen Gruppe identifiziert. Die Gruppe nutzte die Popularität und stellte ihr Debütalbum "Hatsu" fertig und veröffentlichte es.

## Diskografie

### Alben
| Jahr | Titel                           | Höchstplatzierung, Gesamtwochen, AuszeichnungChartsChartplatzierungen (Jahr, Titel, Platzierungen, Wochen, Auszeichnungen, Anmerkungen) | Anmerkungen                             |
| Jahr | Titel                           | JP | Anmerkungen                             |
| ---- | ------------------------------- | --- | --------------------------------------- |
| 1999 | After School                    | — | Erstveröffentlichung: 4. August 1999    |
| 2000 | Hatsu ((初)) First              | JP3 Gold · (8 Wo.)JP | Erstveröffentlichung: 6. September 2000 |
| 2002 | Chameleon (カメレオン)          | JP48 (1 Wo.)JP | Erstveröffentlichung: 23. Januar 2002   |
| 2004 | Kiseki – The Best of Whiteberry | — | Erstveröffentlichung: 28. April 2004    |
| 2008 | Golden☆Best Whiteberry          | — | Erstveröffentlichung: 27. August 2008   |

### Singles
| Jahr | Titel Album                                                                                    | Höchstplatzierung, Gesamtwochen, AuszeichnungChartsChartplatzierungen (Jahr, Titel, Album, Platzierungen, Wochen, Auszeichnungen, Anmerkungen) | Anmerkungen                              |
| Jahr | Titel Album                                                                                    | JP | Anmerkungen                              |
| ---- | ---------------------------------------------------------------------------------------------- | --- | ---------------------------------------- |
| 1999 | Yuki –                                                                                         | JP32 (13 Wo.)JP | Erstveröffentlichung: 8. Dezember 1999   |
| 2000 | Whiteberry no Chiisana Daibōken (Whiteberryの小さな大冒険) Whiteberry’s Little Big Adventure – | JP33 (4 Wo.)JP | Erstveröffentlichung: 19. April 2000     |
| 2000 | Natsu Matsuri (夏祭り) Summer Festival –                                                       | JP3 ×2Platin + Doppelplatin (Digital) · (17 Wo.)JP                                                                                             | Erstveröffentlichung: 9. August 2000     |
| 2000 | Akubi (あくび) Yawn –                                                                          | JP29 (4 Wo.)JP | Erstveröffentlichung: 8. November 2000   |
| 2001 | Sakura Namikimichi (桜並木道) Sakura-Lined Road –                                              | JP16 (6 Wo.)JP | Erstveröffentlichung: 11. April 2001     |
| 2001 | Kakurenbo (かくれんぼ) Hide-And-Seek –                                                         | JP20 (5 Wo.)JP | Erstveröffentlichung: 18. Juli 2001      |
| 2001 | Tachiirikinshi (立入禁止) Off Limits –                                                         | — | Erstveröffentlichung: 21. November 2001  |
| 2002 | Jitensha Dorobō (自転車泥棒) Bicycle Thief –                                                   | — | Erstveröffentlichung: 26. September 2002 |
| 2002 | Be Happy –                                                                                     | — | Erstveröffentlichung: 23. Oktober 2002   |
| 2002 | Koe ga Nakunaru Made (声がなくなるまで) Until My Voice Is Gone –                               | — | Erstveröffentlichung: 27. November 2002  |
| 2004 | Shinjiru Chikara (信じる力) The Power of Believing –                                           | — | Erstveröffentlichung: 11. Februar 2004   |